# Pomnik Syreny w Warszawie (Stare Miasto)
Pomnik Syreny – monument znajdujący się na Rynku Starego Miasta w Warszawie.

## Opis
Pomnik powstał w związku z budową w latach 1851–1855 pierwszego nowoczesnego wodociągu w Warszawie zaprojektowanego przez Henryka Marconiego. Wodotryski zbudowane w najbardziej reprezentacyjnych miejscach miasta (m.in. na Rynku Starego Miasta, placu Teatralnym i przy kolumnie Zygmunta) ozdobiono figurami syren, trytonów i delfinów. 
Cynkowa rzeźba zaprojektowana przez Konstantego Hegla została odlana w warszawskim zakładzie Karola Juliusza Mintera. Hegel przedstawił Syrenę jako meluzynę wynurzającą się ze spienionych fal, ze spiralnie skręconym ogonem, trzymającą w uniesionej do góry prawej ręce miecz, a w lewej tarczę. Blisko dwumetrowa postać miała harmonijne kształty i klasyczne rysy twarzy. Estetyka rzeźby była jednak również krytykowana.
7 sierpnia 1855 Syrena znajdowała się już na Rynku Starego Miasta. Rzeźbę umieszczono na sztucznych złomach skalnych pośrodku basenu z wodotryskiem  w centralnym punkcie staromiejskiego targowiska. Po jego likwidacji i przeniesieniu w 1913 straganów na Mariensztat, wodotryskowi nadano formę ośmiobocznego basenu z betonu otoczonego 26 kamiennymi słupkami połączonymi żelaznymi łańcuchami. Syrenę ustawiono na środku basenu na nowym cokole z piaskowca.
W 1928 w ramach akcji upiększania Rynku Starego Miasta basen i wodotrysk rozebrano, a posąg Syreny umieszczono w magazynie Wydziału Technicznego Zarządu Miejskiego znajdującym się pod wiaduktem mostu Poniatowskiego. Stamtąd w 1929 przeniesiono go na teren Klubu Sportowego Pracowników Miejskich „Syrena” przy ul. Solec 8 (u wylotu ul. Zagórnej). Posąg został ustawiony na cokole wykonanym z piaskowca z rozebranego soboru św. Aleksandra Newskiego.
Podczas okupacji niemieckiej żaden z dwóch warszawskich pomników Syreny nie znalazł się na liście monumentów przeznaczonych do rozbiórki. Nie zostały one również zniszczone po upadku powstania warszawskiego. Prawdopodobnie stało się tak, ponieważ obydwa znajdowały się nad Wisłą, która od września 1944 stanowiła linię frontu. Monument został jednak uszkodzony podczas walk na Górnym Czerniakowie i przyczółku czerniakowskim. Po wojnie posąg poddano renowacji w pracowni Braci Łopieńskich, m.in. uzupełniono oderwany miecz, lewą rękę i tarczę oraz załatano ponad 50 przestrzeleń. W celu wzmocnienia cynkowej powierzchni rzeźby pokryto ją warstwą fosforobrązu. 
W 1951 posąg ustawiono w Centralnym Parku Kultury, w pobliżu ul. Solec. W styczniu 1969 Syrenie oderwano miecz i uszkodzono fakturę posągu; sprawcom nie udało się jednak oderwać tarczy i płetwy. Uszkodzenie pomnika miało wpływ na decyzję o jego przeniesieniu z powrotem na Stare Miasto. 
W lipcu 1972 odrestaurowany posąg został ustawiony na skarpie Wieży Marszałkowskiej, w północnym narożniku wewnętrznego obwodu murów obronnych. Tam szybko stał się obiektem zainteresowania wandali, m.in. Syrenie ponownie odłamano miecz. Później pomnik był jeszcze kilkakrotnie dewastowany. W latach 1985–1986 rzeźbę poddano zabiegom konserwatorskim, m.in. została ona pokryta powłoką z brązu w Instytucie Mechaniki Precyzyjnej. 
Ponieważ pomnik był w dalszym ciągu dewastowany, dla zwiększenia jego bezpieczeństwa postanowiono przenieść go na pierwotne miejsce na Rynku Starego Miasta. Rzeźbę zdjęto z Wieży Marszałkowskiej w celu przeprowadzenia prac konserwatorskich w czerwcu 1994. W 1997 i 1998 rozpisano dwa konkursy na cokół Syreny w nowej lokalizacji. Do realizacji wybrano projekt Marii i Jana Mazurów oraz Anny i Krystiana Jarnuszkiewiczów. Rzeźbę ustawiono na granitowym cokole w okrągłym basenie. Uroczystość odsłonięcia pomnika odbyła się 12 grudnia 1999.
W maju 2008 posąg zastąpiono kopią, a oryginalną rzeźbę autorstwa Konstantego Hegla przeniesiono do Muzeum Historycznego m.st. Warszawy (obecnie Muzeum Warszawy).
Monument był pierwszym pomnikiem godła znajdującego się w warszawskim herbie. Przedstawienie to miało wpływ na późniejsze wizerunki warszawskiej Syreny oraz upowszechnił jej postać wśród mieszkańców i osób odwiedzających miasto.

## Galeria

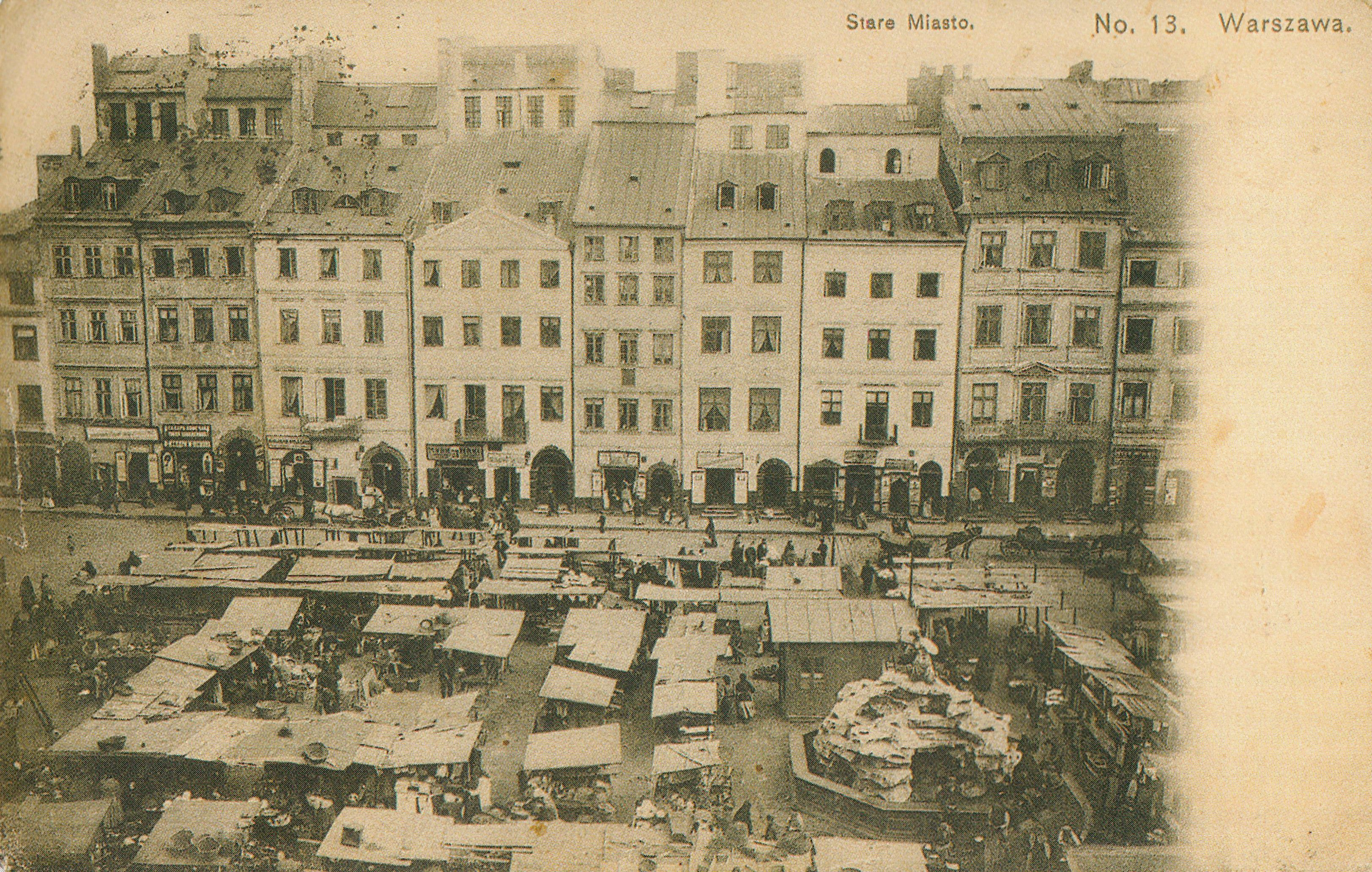
Posąg Syreny ustawiony na sztucznych złomach skalnych pośrodku targowiska na Rynku Starego Miasta (1908)
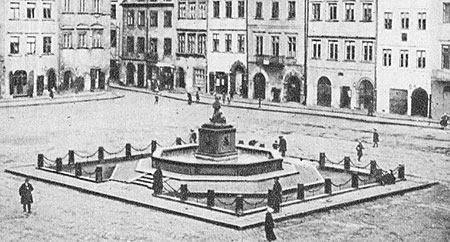
Pomnik i jego otoczenie po przebudowie i likwidacji targowiska (ok. 1920)
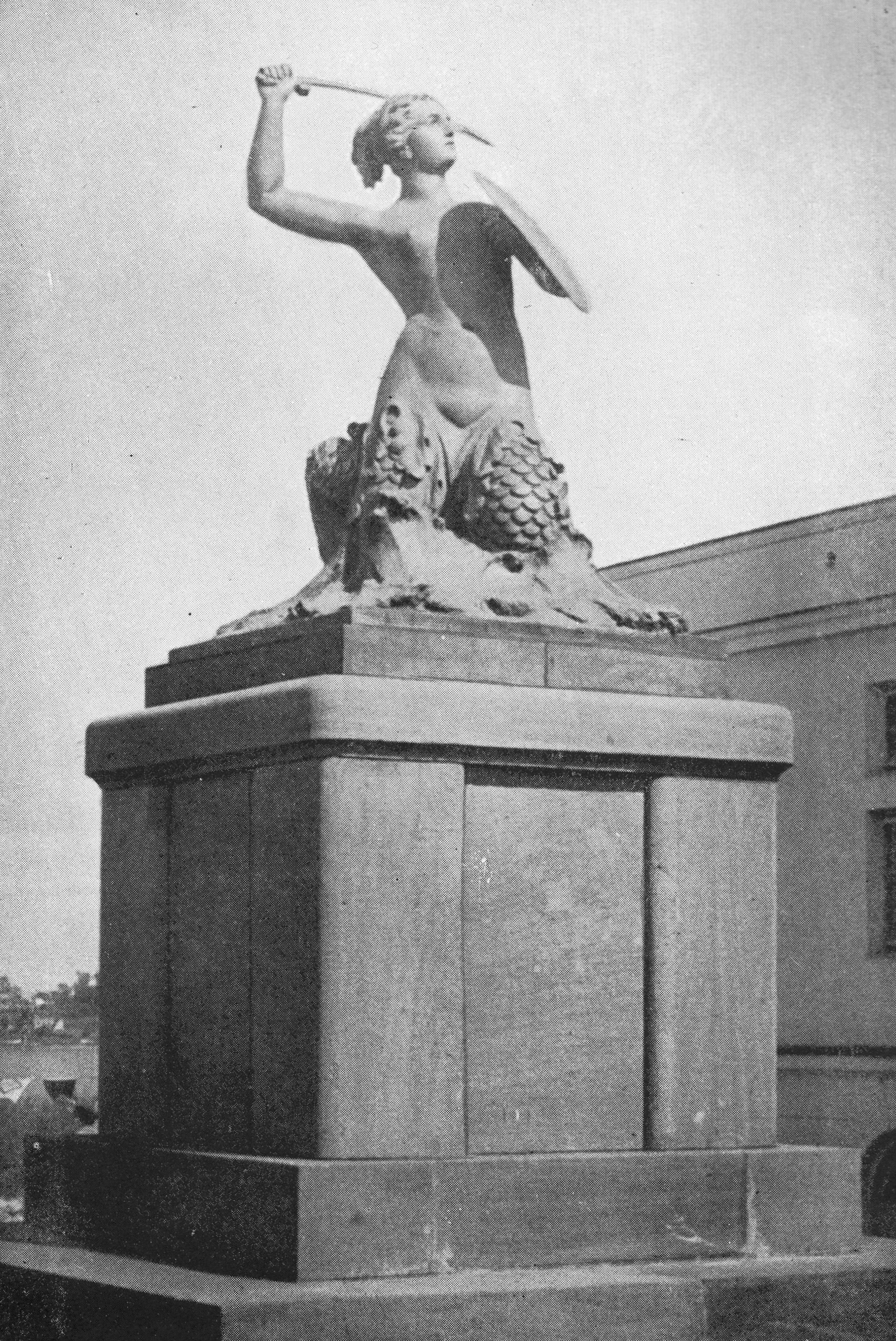
Pomnik na terenie klubu Sportowego Pracowników Miejskich „Syrena” przy ul. Solec 8 (lata 30. XX wieku)
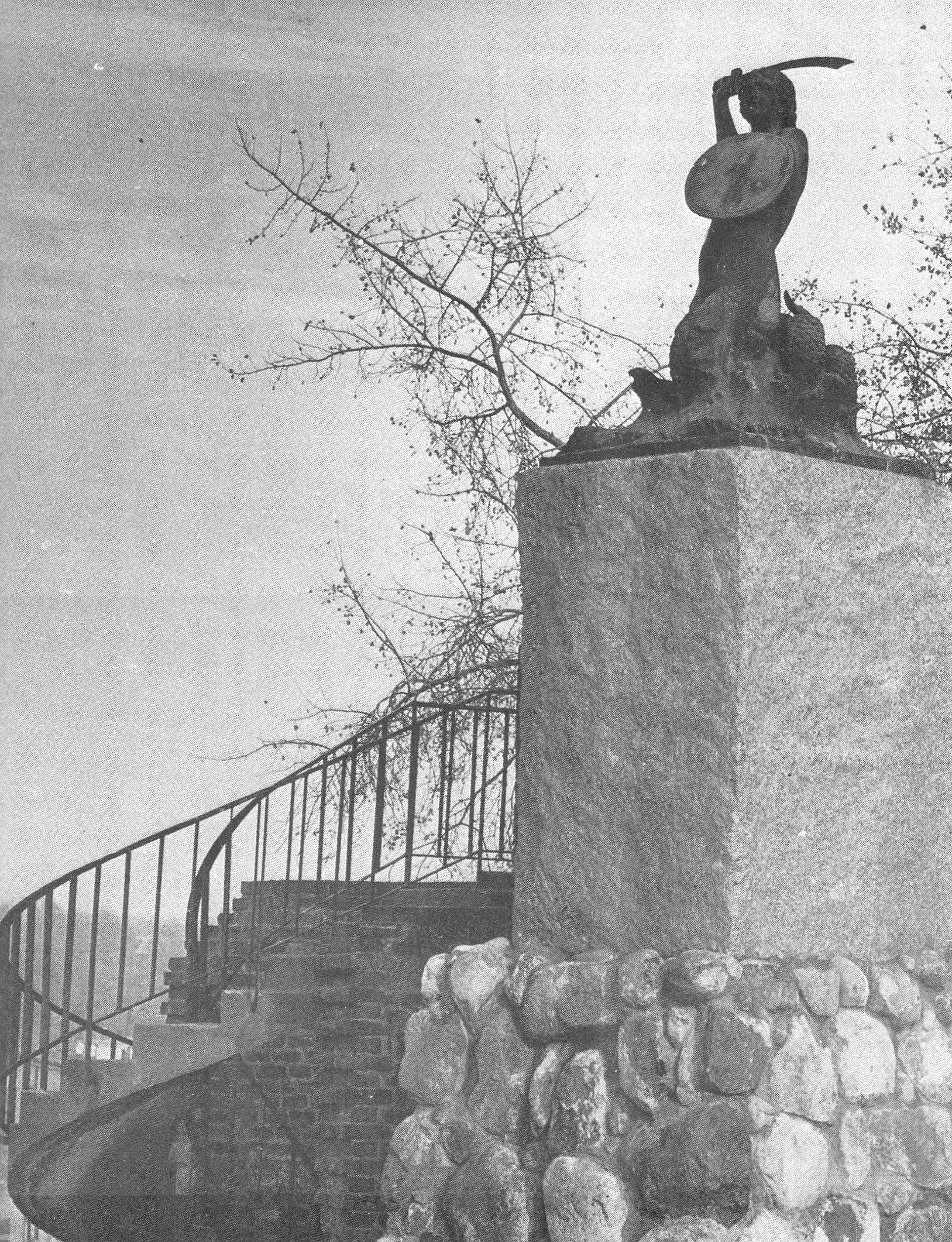
Pomnik na murze obronnym
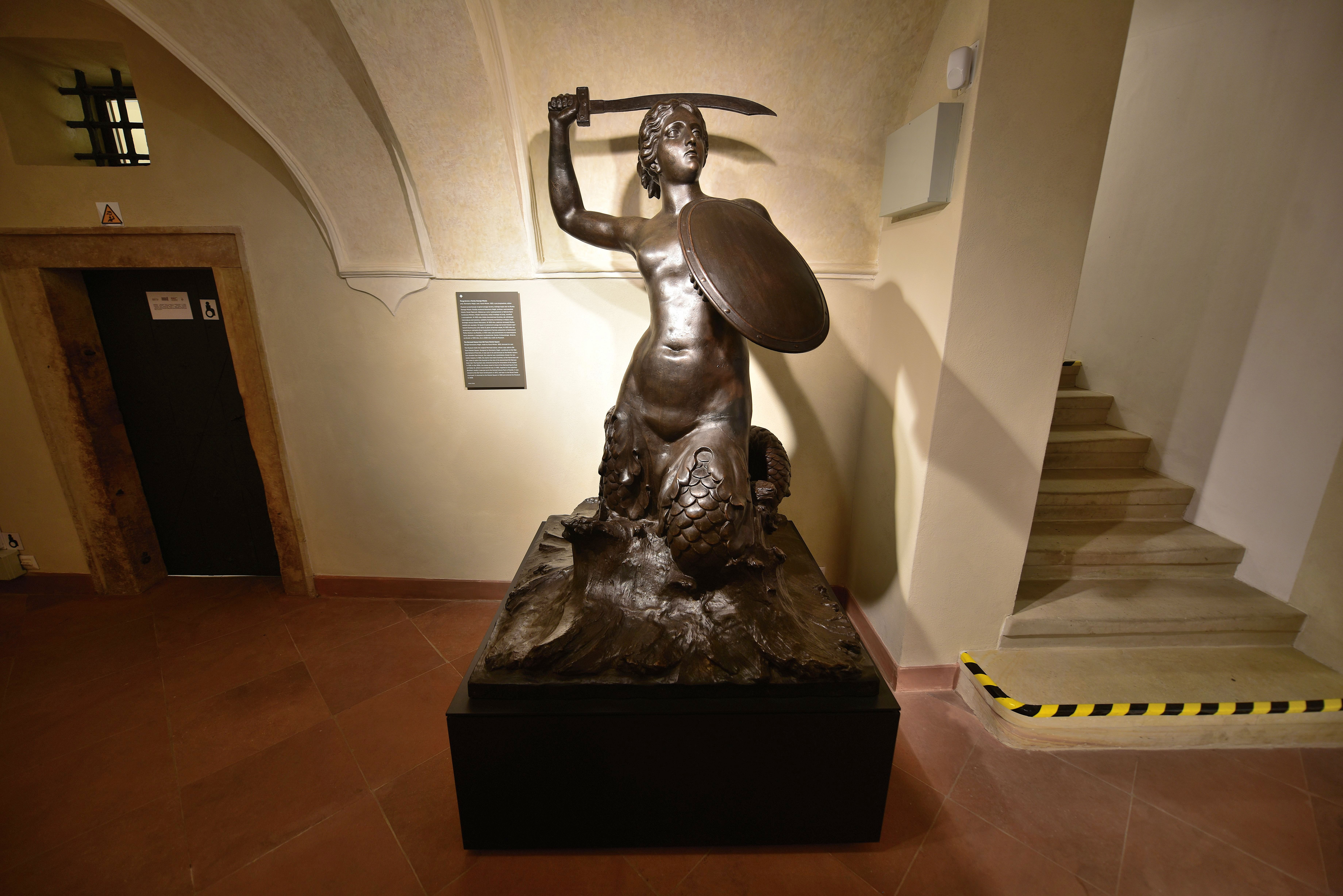
Oryginał rzeźby w Muzeum Warszawy
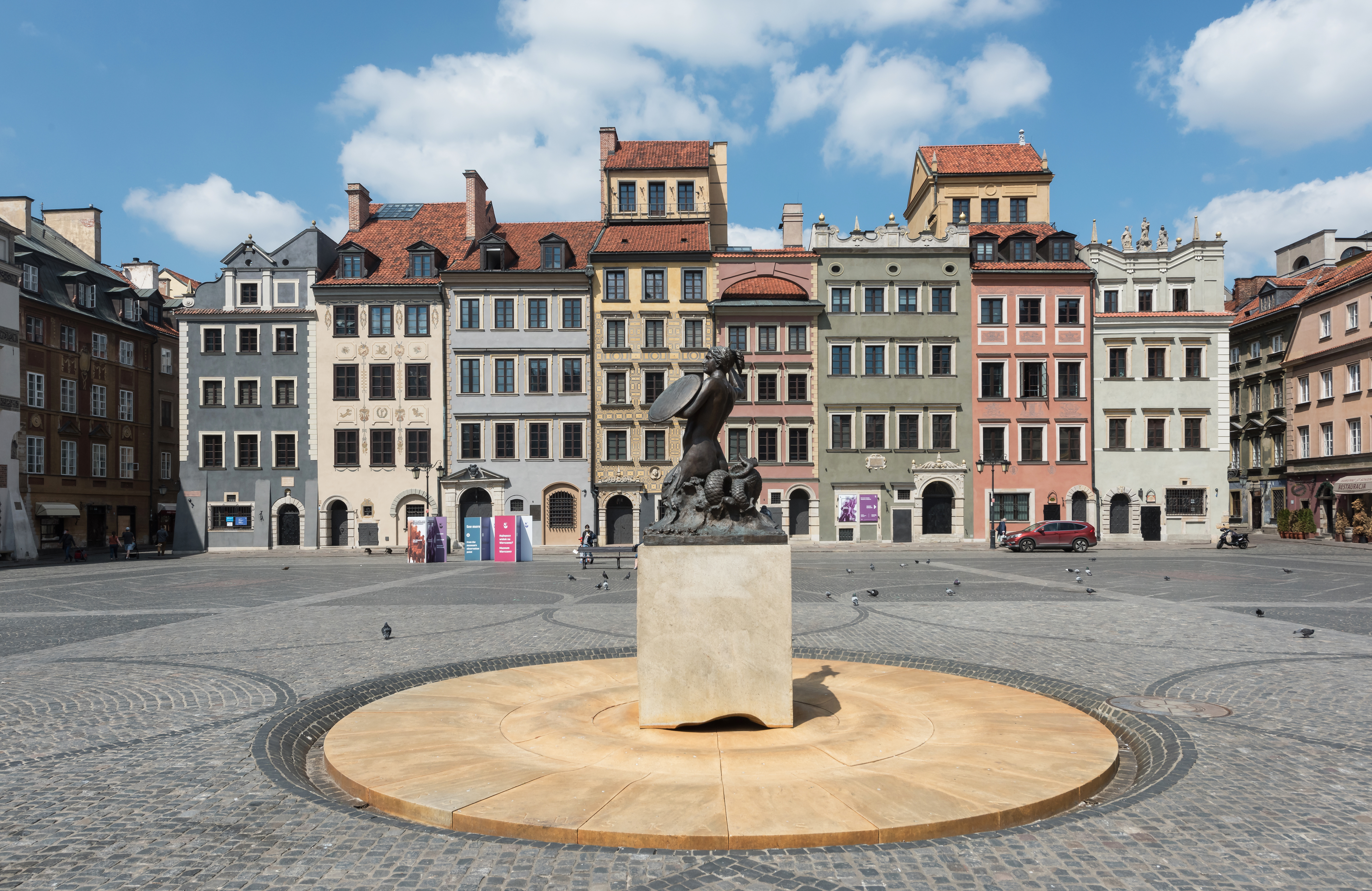
Monument w obecnej lokalizacji na Rynku Starego Miasta